# Регистарске ознаке у Словенији
Регистарске ознаке у Словенији састоје се из два слова регистарског подручја, грба општине и блока са бројевима и словима.
Након уласка Словеније у Европску унију 1. маја 2004, на регистарске ознаке било је на левој страни додано плаво поље са словима SLO и 12 кружно поређаних звездица које симболизују државе припаднице Европској унији. Истовремено, фонт је био промењен и уклоњен је зелени оквир око регистарске ознаке. 2008. године оквир и стари фонт су враћени док плаво ЕУ поље остаје.

## Ознаке подручја
Ознаке подручја су следеће:
| Регистарско подручије | Општина            | Пример |
| --------------------- | ------------------ | ------ |
| CE – Цеље             | Цеље               |        |
| CE – Цеље             | Лашко              |        |
| CE – Цеље             | Мозирје            |        |
| CE – Цеље             | Словенске Коњице   |        |
| CE – Цеље             | Шентјур при Целју  |        |
| CE – Цеље             | Шмарје при Јелшах  |        |
| CE – Цеље             | Велење             |        |
| CE – Цеље             | Жалец              |        |
| GO – Нова Горица      | Ајдовшчина         |        |
| GO – Нова Горица      | Идрија             |        |
| GO – Нова Горица      | Нова Горица        |        |
| GO – Нова Горица      | Толмин             |        |
| KK – Кршко            | Брежице            |        |
| KK – Кршко            | Кршко              |        |
| KK – Кршко            | Севница            |        |
| KP – Копар            | Илирска Бистрица   |        |
| KP – Копар            | Изола              |        |
| KP – Копар            | Копар              |        |
| KP – Копар            | Пиран              |        |
| KP – Копар            | Снежана            |        |
| KR – Крањ             | Јесенице           |        |
| KR – Крањ             | Крањ               |        |
| KR – Крањ             | Радовљица          |        |
| KR – Крањ             | Шкофја Лока        |        |
| KR – Крањ             | Тржич              |        |
| LJ – Љубљана          | Церкница           |        |
| LJ – Љубљана          | Домжале            |        |
| LJ – Љубљана          | Гросупље           |        |
| LJ – Љубљана          | Храстник           |        |
| LJ – Љубљана          | Камник             |        |
| LJ – Љубљана          | Кочевје            |        |
| LJ – Љубљана          | Литија             |        |
| LJ – Љубљана          | Љубљана            |        |
| LJ – Љубљана          | Логатец            |        |
| LJ – Љубљана          | Рибница            |        |
| LJ – Љубљана          | Трбовље            |        |
| LJ – Љубљана          | Врхника            |        |
| LJ – Љубљана          | Загорје об Сави    |        |
| MB – Марибор          | Ленарт             |        |
| MB – Марибор          | Марибор            |        |
| MB – Марибор          | Ормож              |        |
| MB – Марибор          | Песница            |        |
| MB – Марибор          | Птуј               |        |
| MB – Марибор          | Руше               |        |
| MB – Марибор          | Словенска Бистрица |        |
| MS – Мурска Собота    | Горња Радгона      |        |
| MS – Мурска Собота    | Лендава            |        |
| MS – Мурска Собота    | Љутомер            |        |
| MS – Мурска Собота    | Мурска Собота      |        |
| NM – Ново Место       | Črnomelj           |        |
| NM – Ново Место       | Метлика            |        |
| NM – Ново Место       | Ново Место         |        |
| NM – Ново Место       | Требње             |        |
| PO – Постојна         | Постојна           |        |
| SG – Словењ Градец    | Дравоград          |        |
| SG – Словењ Градец    | Радље об Драви     |        |
| SG – Словењ Градец    | Равне на Корошкем  |        |
| SG – Словењ Градец    | Словењ Градец      |        |